# إليزابيث كينر
إليزابيث كينر (بالإنجليزية: Elizabeth Keener)‏ هي ممثلة أمريكية، ولدت في 1 ديسمبر 1966 بميامي في الولايات المتحدة.

## أعمال

### أفلام
- (2006) أصدقاء مع المال[3]
- (2008) نسيان ساره مارشال[4]

### مسلسلات
- كلمة إل

## وصلات خارجية
- إليزابيث كينر على موقع IMDb (الإنجليزية)
- إليزابيث كينر على موقع ألو سيني (الفرنسية)
- إليزابيث كينر على موقع ميوزك برينز (الإنجليزية)
- إليزابيث كينر على موقع أول موفي (الإنجليزية)
- إليزابيث كينر على موقع قاعدة بيانات الأفلام السويدية (السويدية)
- إليزابيث كينر على موقع قاعدة بيانات الفيلم (الإنجليزية)
- إليزابيث كينر على موقع كينوبويسك (الروسية)